# Toni Polster

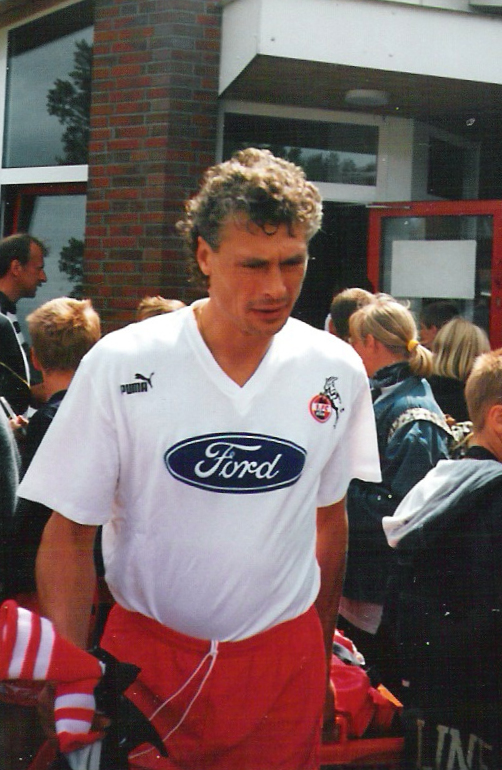
Toni Polster beim 1. FC Köln

Anton „Toni“ Polster (* 10. März 1964 in Wien) ist ein ehemaliger österreichischer Fußballspieler und -trainer. Er trainiert den österreichischen Verein SC Wiener Viktoria. Polster war mit Austria Wien dreimal österreichischer Meister (1984 bis 1986) und galt in den 1980er- und 1990er-Jahren als einer der erfolgreichsten und populärsten österreichischen Fußballspieler. Mit 44 erzielten Toren ist er Rekordtorschütze der österreichischen Nationalmannschaft.

## Karriere

### Spieler in Vereinen
Polster begann seine Karriere 1973 in der Jugendmannschaft von Austria Wien, wechselte 1982 kurzzeitig zum 1. Simmeringer SC und kehrte im selben Jahr zur Austria zurück, für die er bis 1987 spielte. Bereits 1982 schoss er wichtige Tore, so Tore im Heimspiel und Auswärtsspiel gegen Panathinaikos Athen und zwei im Auswärtsspiel gegen Galatasaray Istanbul. Er war damit entscheidend mitbeteiligt am Vorstoß der Wiener Austria ins Semifinale der Cupsieger 1983. Sein Tor zum 1:1 gegen Liverpool in Wien im Viertelfinale des Europacups der Landesmeister 1985 konnte jedoch das Ausscheiden der Austria nicht verhindern. 1986 eroberte er mit 33 Toren bereits den bronzenen Schuh. 1987 war er daran, mit 39 erzielten Toren den Goldenen Schuh der UEFA zu gewinnen, den dann jedoch mit 44 teils manipulierten Toren der Rumäne Rodion Cămătaru erhielt. 2007 wurde Polster nachträglich der Goldene Schuh für dieses Jahr verliehen. Nachdem er dreimal Torschützenkönig der österreichischen Bundesliga geworden war und mit Austria Wien drei österreichische Meistertitel gewonnen hatte, spielte er in der Saison 1987/88 für Torino Calcio. 1988 wechselte er in die erste spanische Liga zum FC Sevilla, bei dem er zu einem der torgefährlichsten Spieler der Liga avancierte (im Spieljahr 1989/1990 mit 33 Toren Zweiter in der Torjägerliste hinter dem Mexikaner Hugo Sánchez von Real Madrid, der 38 Tore erzielte). Seine weiteren Stationen in Spanien waren CD Logroñés (1991/92) und Rayo Vallecano (1992/93).
Von 1993 bis 1998 spielte Polster in der deutschen Bundesliga beim 1. FC Köln, bei dem er 1994/95 zusammen mit Bruno Labbadia das erfolgreichste Sturmduo der Liga bildete und 1996/1997 (21 Tore) Zweiter der Torschützenliste hinter Ulf Kirsten, 22 Tore, war. Polster verließ den 1. FC Köln nach dem Abstieg in die 2. Bundesliga im Jahr 1998 und wechselte zum Erzrivalen Borussia Mönchengladbach; dafür wurde er von Fans des 1. FC Köln angefeindet. Für die Borussia spielte er in der 1. und in der 2. Bundesliga, bevor er im Jänner 2000 auf Leihbasis zu Austria Salzburg wechselte, wo er seine Karriere beendete.

### Spieler in der Nationalmannschaft
Sein erstes Länderspiel für die österreichische Nationalmannschaft bestritt Polster am 17. November 1982 gegen die Türkei (4:0 für Österreich). Zwischen 1982 und 2000 absolvierte er 95 Länderspiele für das ÖFB-Team, in denen er 44 Treffer erzielte. Damit ist er in Österreichs Nationalstatistik an fünfter Stelle hinter Marko Arnautović (111 Einsätze), David Alaba (105 Einsätze), Andreas Herzog (103 Einsätze) und Aleksandar Dragović (100 Einsätze) und vor Gerhard Hanappi, der es auf 93 Einsätze brachte. Außerdem ist er der erfolgreichste österreichische Länderspieltorschütze. Im Qualifikationsspiel am 15. November 1989 gegen die DDR, als Polster vom eigenen Publikum ausgepfiffen wurde, erzielte er alle drei Tore und wurde am Ende des Spieles gefeiert; die Mannschaft hatte sich mit dem 3:0 für die Fußball-Weltmeisterschaft 1990 in Italien qualifiziert. Neben der WM 1990 nahm Polster 1998 an der WM-Endrunde in Frankreich teil; bei beiden Turnieren gelang dem österreichischen Team nicht die Qualifikation für das Achtelfinale. Sein letztes Länderspiel absolvierte er am 1. September 2000 beim 5:1-Sieg gegen den Iran.
Polster wurde 1997 in Österreich zum Sportler des Jahres und zum zweiten Mal nach 1986 auch zum Fußballer des Jahres gewählt.
Polster klagte gegen die Einstufung von drei Länderspielen in den 1980er Jahren gegen Liechtenstein am 7. Juni 1984 (6:0), gegen Tunesien am 7. Februar 1987 (3:1) und gegen Marokko am 2. Februar 1988 (1:3), in denen Polster insgesamt drei Tore erzielte, durch den Österreichischen Fußball-Bund als inoffiziell. So stünde seine Statistik bei 47 Treffern in 98 Länderspielen. Er hatte zuvor die nachträgliche Anerkennung von drei Toren bei österreichischen Länderspielen eingeklagt. Das Landesgericht für Zivilrechtssachen Wien wies die Klage im Juli 2024 ab.

### Manager, Berater und Trainer
Im Jänner 1997 übernahm Polster das Präsidentenamt beim Kölner Kreisligisten SV Weiden, für den er im Oktober 2000 noch einmal eingesetzt wurde. Von 2001 bis 2004 war Polster im Marketingbereich für Borussia Mönchengladbach tätig. Im Winter 2004 kehrte Polster als Teammanager wieder zu seinem Stammverein Austria Wien zurück und konnte mit dem Erreichen des UEFA-Cup-Viertelfinales international aufhorchen lassen. Am 1. Juni 2005 wurde Polster nach Differenzen mit Frank Stronach von diesem fristlos entlassen. Aus Polsters Sicht war die Entlassung ungerechtfertigt, deswegen klagte er mit Erfolg auf Verdienstentgang.
Anfang 2010 wurde Polster Berater des österreichischen Bundesligisten LASK Linz. Er trainierte zudem die Amateurmannschaft des Vereins in der viertklassigen oberösterreichischen Landesliga und schaffte den Aufstieg in die Regionalliga. Um die Lizenz 2011 zu erhalten, leitete der LASK Sparmaßnahmen ein, denen auch Polster zum Opfer fiel.
Seit Herbst 2011 trainierte Polster den Oberligisten SC Wiener Viktoria (5. Liga). Im ersten Jahr schaffte die Wiener Viktoria den Aufstieg in die Wiener Stadtliga, und im zweiten Jahr warf man den Erstligaverein Kapfenberg aus dem ÖFB-Cup, in der Saison 2011/12 stieg man in die Regionalliga Ost auf.
Zur Saison 2013/14 trat Polster die Nachfolge von Didi Kühbauer als Trainer beim österreichischen Bundesligisten Admira Wacker an und wurde nach drei Niederlagen und einer Tordifferenz von 2:11 Toren in den ersten drei Ligaspielen bereits am 9. August 2013 freigestellt.
Am 13. Jänner 2014 verpflichtete der SC Wiener Viktoria Polster als Nachfolger des Cheftrainers Andreas Reisinger. Polster übernahm den Club auf Rang 9 der 16er Liga, er stieg mit der Mannschaft in die Stadtliga ab. Laut eigenen Angaben hat Polster den SC Wiener Viktoria ursprünglich nur als Zwischenstation gesehen, um in weiterer Folge erneut in der Bundesliga oder im Ausland tätig zu sein. Vor allem ein Engagement als Bundesliga-Trainer hat er später ausdrücklich ausgeschlossen.
Am 2. Juni 2019 fixierte Polster mit der SC Wiener Viktoria den Aufstieg in die Regionalliga Ost. Der Titelgewinn in der Wiener Stadtliga gelang eine Runde vor Saisonende nach einem 2:1 bei WAF Brigittenau.

## Stationen im Management
- 2001–2004: Borussia Mönchengladbach (Marketing)
- 2004–2005: FK Austria Wien (General Manager)

## Statistik als Spieler
1. Bundesliga
150 Spiele, 79 Tore (1. FC Köln)
31 Spiele, 11 Tore (Borussia Mönchengladbach)
2. Bundesliga
7 Spiele, 4 Tore (Borussia Mönchengladbach)
DFB-Pokal
8 Spiele, 5 Tore (1. FC Köln)
UI-Cup
9 Spiele, 5 Tore (1. FC Köln)
UEFA-Pokal
1 Tor (FC Sevilla)
Primera División
55 Tore (FC Sevilla)
Copa del Rey
1 Tor (FC Sevilla)
Weltmeisterschaft 1990
3 Spiele, 0 Tore (Österreich)
Weltmeisterschaft 1998
3 Spiele, 1 Tor (Österreich), Österreich – Kamerun 1:1 (90')

## Erfolge als Spieler

### Titel
- 3 × Österreichischer Meister: 1984, 1985, 1986
- 1 × Österreichischer Cupsieger: 1986
- 3 × Österreichisches Cupfinale: 1984, 1985, 2000
- 1 × Supercupfinale: 1986

### Persönliche Auszeichnungen
- 1 × „Österreichs Sportler des Jahres“: 1997
- 2 × „Fußballer des Jahres in Österreich“: 1986, 1997
- 3 × Österreichischer Torschützenkönig: 1985, 1986, 1987
- 1 × „Goldener Schuh“ als Europas bester Torjäger: 1987
- 1 × „Bronzener Schuh“ als Europas drittbester Torjäger: 1986
- Teil der Österreichischen Nationalelf des 20. Jahrhunderts
- Teil der Austria-Elf des Jahrhunderts
- 95 Länderspiele und 44 Tore für die österreichische Fußballnationalmannschaft von 1982 bis 2000 (Jahrhundert-Torschütze in Österreich)
- Teilnahme an den Fußball-Weltmeisterschaften von 1990 und 1998
- Silbernes Ehrenzeichen für Verdienste um die Republik Österreich (2000)
- VdF-Ehrenpreis (1999)
- Goldenes Verdienstzeichen des Landes Wien (2018)[19]
- Nominierung für den Ballon d’Or: 1987 (14. Platz)

## Medienfigur

### Fernsehen
2005 erreichte er bei der ersten Ausgabe der ORF-Showreihe Dancing Stars mit seiner Tanzpartnerin Michaela Heintzinger das Finale. Polster moderiert bei Premiere Austria als Fußball-Experte und war während der Europameisterschaft 2008 Co-Kommentator bei der SRG. Er hat eine eigene Kolumne bei der Tageszeitung Österreich. Im deutschen Privatfernsehen war er als Kandidat bei Entern oder Kentern (RTL) und Extreme Activity (ProSieben) zu sehen. Im Juni 2008 gewann er das Perfekte Promi Dinner auf VOX und spendete den Gewinn an ein Kinderhilfswerk.

### Werbung
Polster wirbt für zahlreiche Produkte oder Dienstleistungen. Aktuell für Volkswagen, Quelle, Wettstudio.at, Moeller und den Personaldienstleister Trenkwalder sowie seit Dezember 2011 für C7 (Club7 Poker).

### Musik
Nach einer Pokalpleite in Ulm hatte Polster beim Kölner Ringfest 1997 einen zehnminütigen Auftritt mit der „Szeneband“ Fabulöse Thekenschlampen („Toni, lass es polstern!“), woraufhin ihm sein Klub, der 1. FC Köln, mit einer Geldstrafe und einer Abmahnung gedroht hatte. Allerdings musste der Sportdirektor Rühl zugeben, dass er laut Lizenzspielervertrag Privatauftritte in der Öffentlichkeit nicht verbieten kann, solange technische und organisatorische Abläufe des Klubs nicht gestört werden.
Gemeinsam mit der Band Achtung Liebe veröffentlichte Polster die Alben Toni Walk on 9 (2006) und 12 Meistertitel (2008).

## Privatleben
Polster war mit seiner Frau Elisabeth bis 2008 verheiratet. Das Paar hat einen Sohn und eine Tochter. Am 17. September 2018 heiratete er erneut, und zwar seine langjährige Partnerin Birgit Beierl. Ende Dezember 2023 musste er sich einer Notoperation wegen eines Magendurchbruchs unterziehen. Am 8. Jänner 2024 wurde er aus dem Krankenhaus entlassen.